# 浜本由惟
浜本 由惟（はまもと ゆい、1998年（平成10年）7月28日 - ）は、日本のプロ卓球選手、女優、モデル。大阪府大阪市此花区生まれ。卓球選手としては2021-22まで木下アビエル神奈川、モデルとしては舞夢プロに所属。バタフライ・タマスの契約選手でもある。ただし、モデル業は休業中である。また、2016年卓球日本代表に選ばれている。世界ランク最高シングルス16位.U21シングルス4位.Jrシングルス3位.カデットシングルス1位。日本語、中国語、英語の3カ国語を話せ、そのスケールの大きさからも評価を得ている。
2008年（平成20年）2月17日の大阪国際招待選手権ホープスの部に出場した際、母親がデザインした黄色のウェアでプレーし、四元2世と称された。また、卓球美少女とも呼ばれる。

## 経歴
1998年（平成10年）7月28日に、中華人民共和国八一隊出身で卓球選手の母楊菲と日本人で実業団のバレーボール選手の父の間に出生。3歳からバレエを始め、5歳の時に卓球に転向する。小学1年生からは、現在の事務所に入り、モデルとしての活動を開始する。
2005年（平成17年）4月10日に大阪府立体育会館で開かれた第9回少年・少女シングルス卓球大会小学生4年以下男女2部で小学1年ながら優勝、同年7月に神戸市で開かれた全日本卓球選手権大会ホープス・カブ・バンビの部でバンビの部に出場、初出場でベスト32（2回戦敗退）の成績を収める。その後、着実に成績を挙げ、2006年（平成18年）7月30日の全日本卓球選手権大会女子バンビの部で優勝、2007年（平成19年）2月10日に大阪市中央体育館で開かれた第46回大阪国際招待卓球選手権においてバンビ女子の部代表として選手宣誓を務めた。
ワンピース仕立てのウェアで注目された第47回大阪国際招待卓球選手権大会（2008年2月）ではカブ女子の部で準優勝を果たす。2009年（平成21年）7月26日の平成21年度全日本卓球選手権女子ホープスの部で優勝。この試合の勝因について浜本は日本卓球のインタビューに対し、「作戦がよかったからだと思います」とコメント、決勝戦4セット目での挽回については覚えてないと答えた。このインタビューでは、次の目標としてカデット優勝を掲げたが、2010年（平成22年）11月21日に岩手県の花巻市総合体育館で開催された平成22年度全日本選手権カデットの部女子13歳以下シングルスを3-0で制し、目標を達成した。
2010年（平成22年）4月9日に日本卓球協会強化本部から女子ホープスナショナルチーム（HNT）に指定される。2011年（平成23年）1月18日に東京体育館で開かれた全日本卓球選手権大会にはジュニア女子シングルスで出場し、高校生を相手に3-0で快勝し、2回戦にコマを進めた。1回戦突破後「目標は優勝です」と語り、ベスト16（5回戦敗退）の成績を収めた。同年、小学校を卒業しJOCエリートアカデミーに入校、東京都北区立稲付中学校に進む。これにより卓球に専念することとなり、モデルとしては休業することになった。2013年1月18日、中学2年生で全日本卓球選手権大会ジュニア女子決勝に進出し、四天王寺高校2年の松平志穂と対戦し第1ゲームと第3ゲームを取るも、第4ゲームのマッチポイントで松平にエッヂインの判定が下って以降調子を崩し、準優勝となった。2014年5月、重慶で開催された中国スーパーリーグの下部組織の甲Aリーグの河南省のチームに日本人から同じエリートアカデミー所属の平野美宇とともに参戦。
2015年12月12日現在、世界ランク第50位。同年、稲付中学校を卒業し、大原学園高等学校に進学。
2015年12月25日、2016年の世界卓球の日本代表選考会で優勝し女子代表に選ばれ、本大会では銀メダルを獲得した。その際、女子高校生で身長174cm、モデルというルックスと、2016年全日本選手権2016女子ジュニア優勝という実績から、強くて可愛い「ツヨカワ女子高生」としても注目を集めた。また、2015-16シーズンよりドイツ卓球ブンデスリーガのベルリン・イーストサイドに加入。2016年9月より日本オリンピック委員会よりネクストシンボルアスリートに選出される。

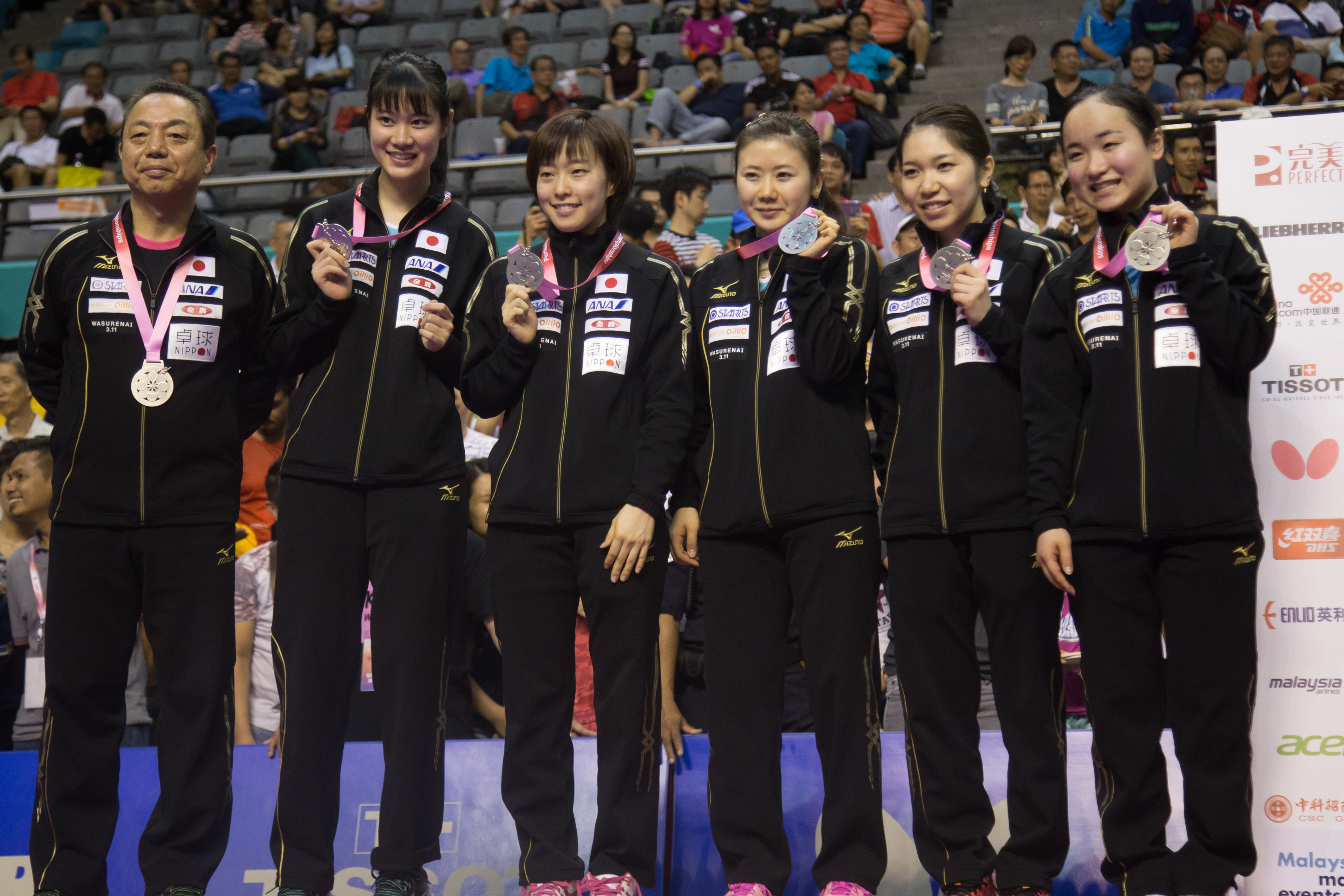
2016年世界選手権の表彰式（左から2人目が浜本由惟）

2016年11月ITTFオーストリアオープン決勝で伊藤美誠に敗れ準優勝。
2016年12月発表の世界ランキングで、自己最高（当時）の23位に入る。尚、18歳以下の世界ランキングは、3位。
2016年12月11日ITTFワールドツアーグランドファイナルで、早田ひなとダブルスを組み優勝。日本勢としては、2014年の伊藤美誠、平野美宇のみうみまコンビ以来2年ぶりの快挙となった。
2016年12月25日世界卓球2017ドイツドュッセルドルフ大会女子選考会で、森薗美咲に敗れ準決勝敗退。
2017年1月発表の世界ランキングでは、自己最高（当時）の22位に入る。
2017年の全日本選手権では同じくJOCエリートアカデミー所属の長﨑美柚と、ダブルスを組むも2016世界卓球代表の若宮ペアに敗れ敗退。また、女子シングルスでは、5回戦で、三宅菜津美（中国電力広島）に敗れ敗退。
2017年2月発表の世界ランキングでは、自己最高の16位に入り、3ヶ月連続で自己最高を更新。3月にエリートアカデミーを卒業し、4月より実業団の日本生命卓球部の所属となる。
2017年6月東京体育館で行われたITTFワールドツアージャパンオープンより、石川佳純とダブルスでペアを組む。
2018年4月からTリーグの木下アビエル神奈川に移籍することが報じられ、正式に所属になった。
2019年よりオーストリア卓球協会所属でワールドツアーに参戦することになり、同国への国籍変更（帰化）を希望している事が報じられた。20歳の浜本が帰化した場合は、国際卓球連盟の規定により7年間はオリンピック・世界選手権に出場できなくなる。

## 人物
5歳からインターナショナルスクールに通い始め、日本語・中国語・英語の3ヶ国語を話すことができる。福原愛らを育てた作馬六郎は、「スケールが大きくて20年、30年に一人の選手」と評した。

### エリートアカデミーでの生活
平日は6時10分に起床し、朝練としてランニングを行い、朝食を摂って学校へ通う。17時にアカデミーへ帰って軽食を摂りながら練習を行い、20時からはウェイトトレーニングなどの身体づくり、21時10分以降、入浴・洗濯・夕食・宿題を行い、時間があれば趣味の読書をする。23時に消灯となるため、就寝する。休日は14時まで練習を行い、18時の門限までは外出ができる。エリートアカデミーでは偉関晴光から指導を受けている。
エリートアカデミーでは毎週語学の授業を行っているが、入校前から語学力の高かった浜本だけは特別クラスで受講している。語学の講師は「おとなしい性格」と評している。

## 主な戦績
- 2011年
  - チャイニーズ台北ジュニア&カデットオープン カデットの部 シングルス 準優勝
- 2012年
  - チャイニーズ台北ジュニア&カデットオープン カデットの部 シングルス 優勝
  - 韓国ジュニア&カデットオープン カデットの部 シングルス 優勝
- 2013年
  - ポーランドジュニア&カデットオープン カデットの部 シングルス 準優勝
  - チェコジュニア&カデットオープン カデットの部 シングルス 優勝
  - 韓国ジュニア&カデットオープン ジュニアの部 シングルス 優勝
- 2015年
  - ハンガリーオープン U21 優勝
  - 韓国オープン U21 優勝
  - スウェーデンオープン U21 優勝
  - ITTFワールドツアー・グランドファイナル U21 準優勝
- 2016年
  - 平成27年度全日本卓球選手権大会 ジュニア女子シングルス 優勝
  - ドイツオープン U21 優勝
  - ジャパンオープン U21 準優勝
  - スロベニアオープン U21 準優勝
  - クロアチアオープン U21 準優勝
  - ベルギーオープン 準優勝
  - 韓国オープン U21 優勝
  - オーストリアオープン 準優勝
  - ITTFワールドツアー・グランドファイナル ダブルス（早田ひなペア） 優勝

## 出演

### テレビ
- TVチャンピオン（テレビ東京系列、2005年10月13日）[9]
- スタぴか! THOSE★AMAZING★KIDS!（読売テレビ、2006年5月7日）[9]
- ボク達同級生!プロ野球40年会vsプロ野球48年会（関西テレビ、2007年1月7日）
- 世界一周 スポーツの旅（J SPORTS、2011年10月5日）[33]
- よ〜いドン!サンデー（関西テレビ、2014年12月7日）

### 映画
- ミックス。（2017年10月21日公開、東宝）監督:石川淳一 - 本人役[34]